# Suhr
Pour les articles homonymes, voir Suhr (homonymie).
Suhr est une commune suisse du canton d'Argovie, située dans le district de Aarau.

Vue aérienne (1958).